# Sébastien Gattuso
Pour les articles homonymes, voir Gattuso.
Sébastien Gattuso, né le 28 juin 1971, est un bobeur monégasque en tant que pousseur. Il a participé aux Jeux olympiques d'hiver de Salt Lake City en 2002 et Vancouver en 2010, dans les épreuves de bob à deux ou de bob à quatre.
Il a également participé aux Jeux olympiques d'été d'Athènes en 2004 et de Pékin en 2008 dans les épreuves du 100 mètres, en athlétisme.
En 2012, il est le chef de mission de la délégation monégasque pour les Jeux olympiques de Londres.